# Ленчиця
Ленчи́ця (пол. Łęczyca) — місто в центральній Польщі, на річці Бзура, притоці Вісли.
Адміністративний центр Ленчицького повіту Лодзинського воєводства. Біля міста знаходиться геометричний центр Польщі.

## Історія
- 1180: в місті відбувся І-й з'їзд навколишніх шляхтичів, представників духовенства (його «правонаступник» — вальний сейм Королівства Польського), зібраний на вимогу короля Казімєжа ІІ Справедливого
- 1339–1793: центральне місто Ленчицького воєводства Королівства Польського та Речі Посполитої.

## Відомі люди
- Василько Романович — наприкінці 1245 року в місті мав зустріч з Плано Карпіні.

## Демографія
Демографічна структура станом на 31 березня 2011 року:
|          | Загалом | Допрацездатний вік | Працездатний вік | Постпрацездатний вік |
| -------- | ------- | ------------------ | ---------------- | -------------------- |
| Чоловіки | 7052    | 1378               | 4877             | 797                  |
| Жінки    | 7983    | 1279               | 4632             | 2072                 |
| Разом    | 15035   | 2657               | 9509             | 2869                 |

## Галерея

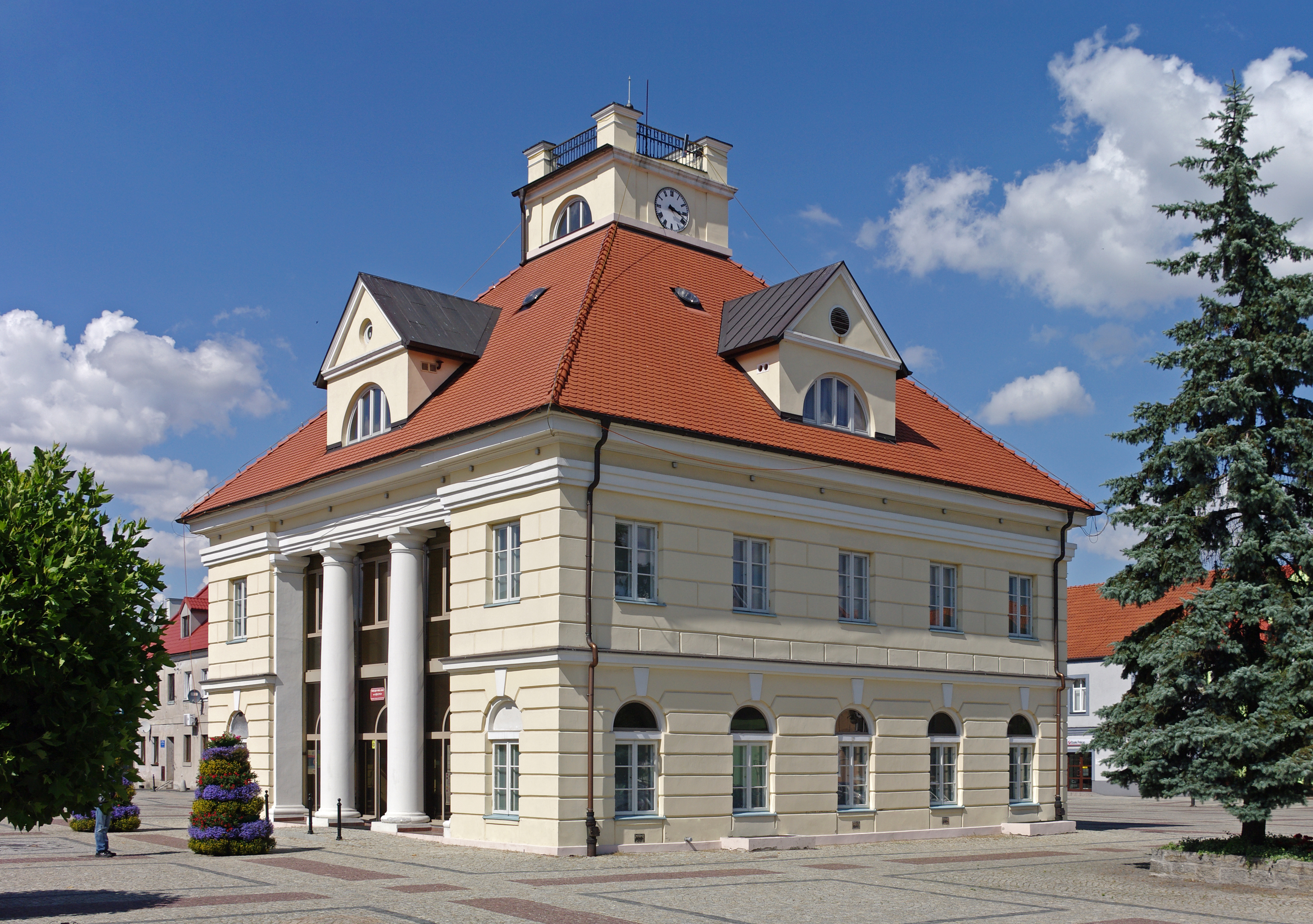
Ратуша
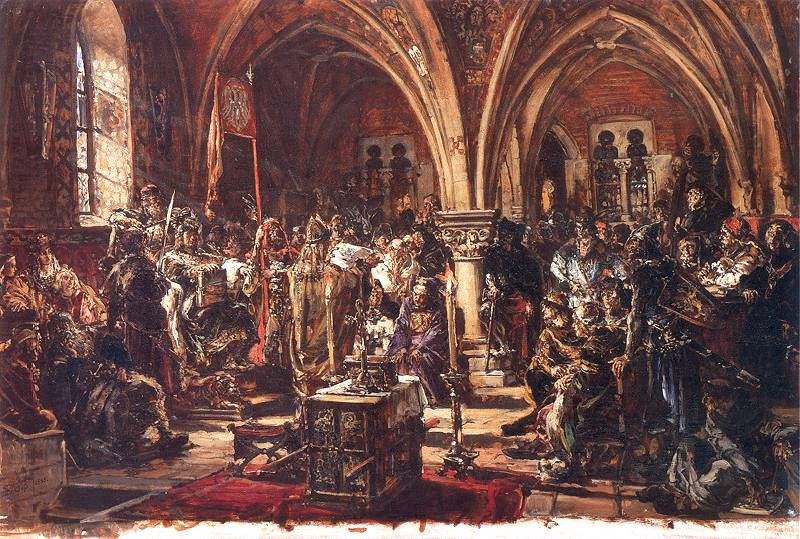
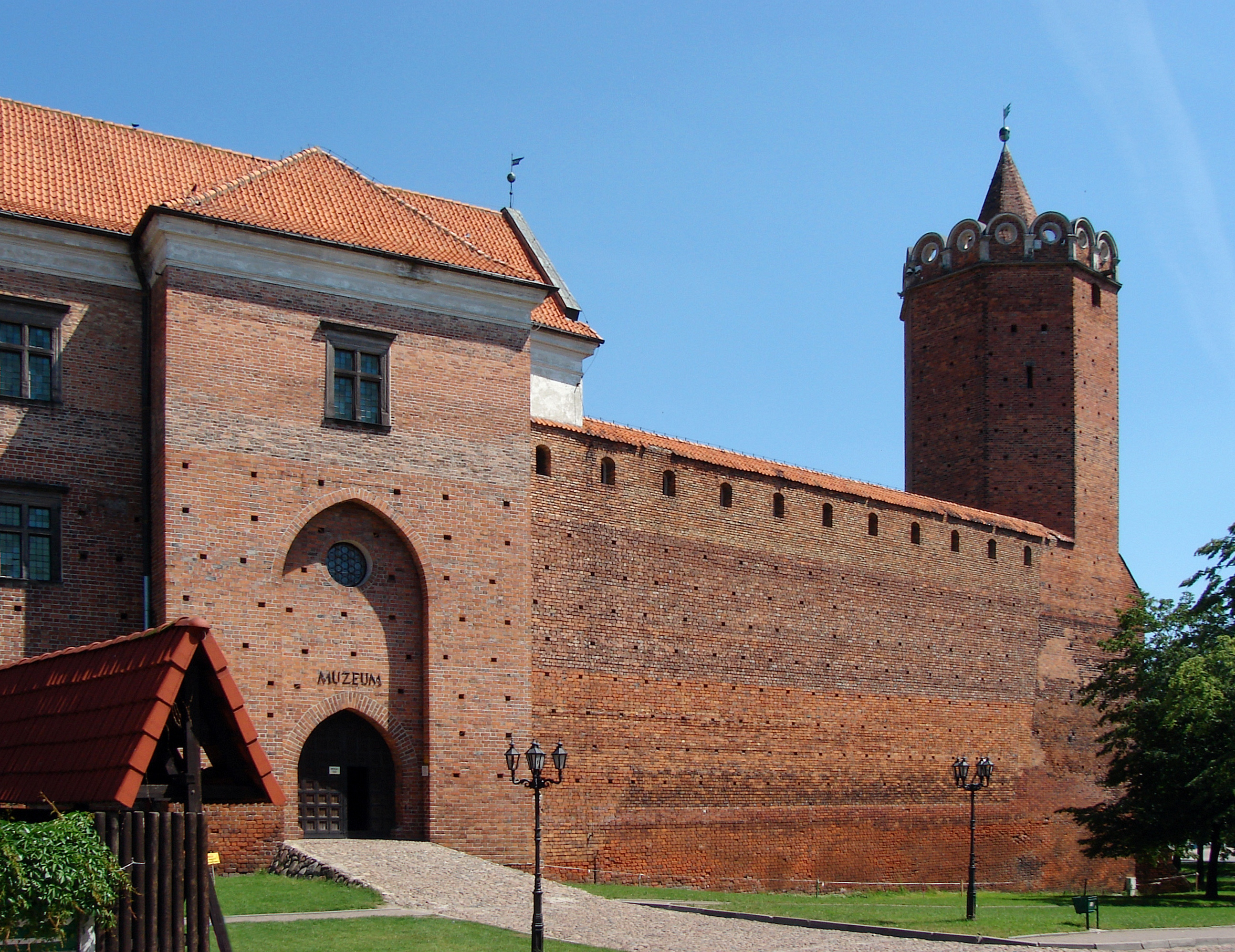
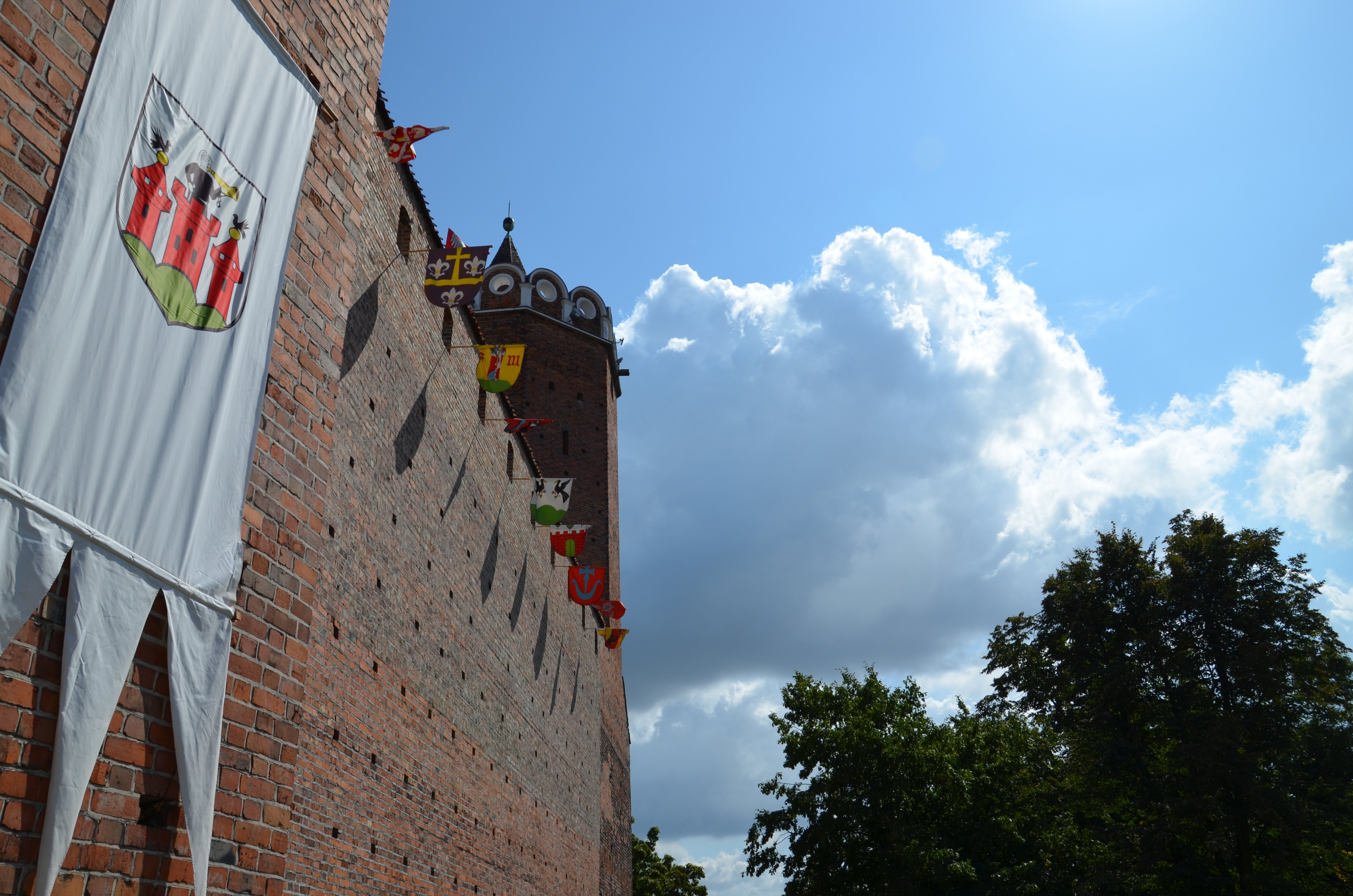